# Fodina antemedia
Fodina antemedia là một loài bướm đêm trong họ Noctuidae.